# Foneria Comas
La foneria Comas és un edifici situat als carrers d'en Ferlandina, Sant Vicenç i la Paloma del Raval de Barcelona, actualment destinat a habitatges. El 2018, arran de l'aprovació definitiva de la MPEP del Patrimoni Arquitectònic Històric-Artístic al Districte de Ciutat Vella, per a incorporar el Patrimoni Industrial del Raval (Fàbriques i Cases Fàbrica), fou catalogat com a bé amb elements d'interès (categoria C), però el 2021, una sentència del TSJC en resposta a un recurs contenciós administratiu va anul·lar la catalogació, per la qual cosa resta com a bé d'interès documental (categoria D), atorgada per defecte a tots els edificis del districte de Ciutat Vella.

## Història i descripció
El 1835, el fabricant de teixits Francesc Lloberas i el fabricant de blanqueig i tenyit de cotó Domènec Soley van adquirir en emfiteusi a Josepa de Gomis, vídua del comerciant Joan Pau Puget, i al seu fill Rafael Puget i de Gomis, un hort i unes casetes al carrer de Valldonzella (antigament Natzaret), a cens de 1.650 lliures anuals. El desembre del 1839, van demanar permís per a urbanitzar els terrenys amb l'obertura dels nous carrers del Lleó, Tigre, Paloma i Ciervo (actualment Sant Vicenç).
El 1845, van establir-ne en emfiteusi una parcel·la als carrers d'en Ferlandina, Cérvol i Paloma al maquinista i serraller Josep Comas i Serrallonga, natural de Valldaneu, que tot seguit va demanar permís per a construir-hi una casa-fàbrica de planta baixa i quatre pisos, segons el projecte del mestre d'obres Josep Calçada. Tanmateix, només se'n van realitzar les dues primeres plantes, i el 1853, Comas va demanar permís per a remuntar-hi un segon pis, segons el projecte de l'arquitecte Josep Buxareu. Aquesta remunta va servir per a acollir-hi el magatzem de La Cotonera.
Després de la seva mort, la foneria funcionà sota la raó social Comas Germans, que ampliaren el negoci, especialitzant-se en el buidatge d'estàtues de bronze de grans dimensions, com la del general Espartero, obra de Pau Gibert (1886); la del monument a Colom, obra de Gaietà Buïgas (1888); o la del general Prim, obra de Lluís Puiggener (1892). Aquesta darrera els valgué una medalla d'or a l'Exposició Universal de 1888. Posteriorment, l'hereu Josep Comas i Blanch continuà el negoci en solitari, fins que el 1899 l'empresa es declarà en fallida. Aleshores, la maquinària i els immobles (la foneria disposava de dos edificis més a la banda oposada del carrer de la Paloma: un entre aquest carrer i el del Tigre, i un altre a la cantonada oposada del carrer de Sant Vicenç) van ser posats en venda.
A la dècada del 1980, la façana dels baixos fou renovada amb un aplacat de pedra.

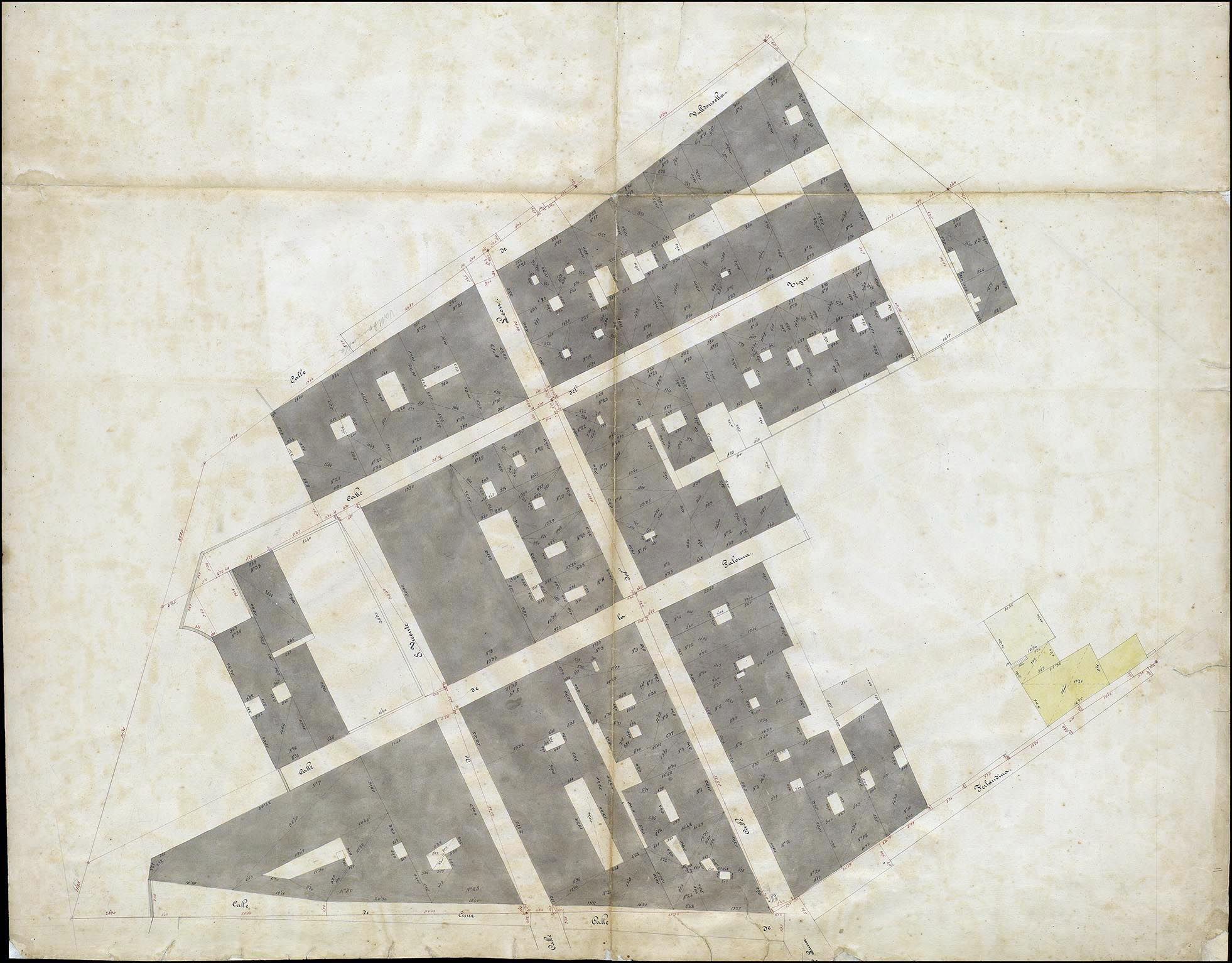
Quarteró núm. 72 de Garriga i Roca (c. 1860)